# Liste der Naturschutzgebiete in der Stadt Leipzig
In der Stadt Leipzig gibt es vier Naturschutzgebiete.
| Name des Gebietes          | Bild           | Kennung | WDPA   | Landkreis / Stadt              | Beschreibung / Bemerkungen | Standort | Fläche in Hektar | Datum der Verordnung |
| -------------------------- | -------------- | ------- | ------ | ------------------------------ | -------------------------- | -------- | ---------------- | -------------------- |
| Burgaue                    | weitere Bilder | L 09    | 162642 | Leipzig                        |                            | Position | 240,6            | 1993                 |
| Elster- und Pleiße-Auewald | weitere Bilder | L 10    | 318343 | Leipzig                        |                            | Position | 66,06            | 2001                 |
| Lehmlache Lauer            | weitere Bilder | L 56    | 318722 | Leipzig                        |                            | Position | 49               | 1999                 |
| Luppeaue                   | weitere Bilder | L 45    | 164527 | Landkreis Nordsachsen, Leipzig |                            | Position | 598              | 1993                 |